# SN 2009dp
SN 2009dp – supernowa typu Ic odkryta 23 kwietnia 2009 roku w galaktyce NGC 6912. W momencie odkrycia miała maksymalną jasność 17,70m.